# Мокреди
Мокреди — деревня в Загривском сельском поселении Сланцевского района Ленинградской области.

## История
Деревня Мокрицы упоминается на карте Санкт-Петербургской губернии Ф. Ф. Шуберта 1834 года.

МОКРЕДИ — деревня принадлежит господам Солодченку, Дубянскому, Сохновской, число жителей по ревизии: 27 м. п., 36 ж. п. (1838 год)

Как деревня Мокрица, она отмечена на карте профессора С. С. Куторги 1852 года.

МОКРЕДИ — деревня господ Солодонченкова, Лямшина и Зиновьева, по просёлочной дороге, число дворов — 11, число душ — 32 м. п. (1856 год)

МОКРЕДИ БОЛЬШИЕ — деревня владельческая при колодце, число дворов — 2, число жителей: 7 м. п., 9 ж. п.; 

МОКРЕДИ МАЛЫЕ — деревня владельческая при колодце, число дворов — 2, число жителей: 6 м. п., 8 ж. п. (1862 год)

В XIX веке деревня административно относилась к 1-му стану, в начале XX века к Добручинской волости 1-го земского участка 4-го стана Гдовского уезда Санкт-Петербургской губернии.
Согласно Памятной книжке Санкт-Петербургской губернии 1905 года деревни Малая Мокредь и Мокредь (государственная) входили в Мало-Загривское сельское общество.

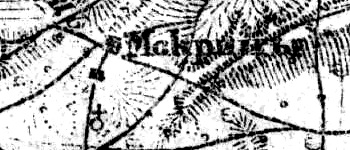
Деревня Мокреди на карте 1919 года

Согласно карте Петроградской и Эстляндской губерний 1919 года деревня называлась Мокрицы, к югу от деревни находилась часовня.
С 1917 по 1920 год деревня входила в состав Скарятинской волости Гдовского уезда.
С 1920 года, в составе Эстонии.
С 1940 года, в составе Эстонской ССР.
С 1944 года, в составе Загривского сельсовета Сланцевского района Ленинградской области.
С 1963 года, в составе Кингисеппского района.
По состоянию на 1 августа 1965 года деревня Мокреди входила в состав Загривского сельсовета Кингисеппского района. С ноября 1965 года, вновь в составе Сланцевского района.
По данным 1973 года деревня Мокреди входила в состав Загривского сельсовета Сланцевского района.
В 1997 году в деревне Мокреди Загривской волости проживали 19 человек, в 2002 году — 41 человек (русские — 88 %).
В 2007 году в деревне Мокреди Загривского СП проживали 28 человек, в 2010 году — 30.

## География
Деревня расположена в западной части района на автодороге 41К-164 (Сланцы — Втроя), к югу и смежно с деревней Загривье.
Расстояние до административного центра поселения — 1 км.
Расстояние до железнодорожной платформы Сланцы — 21 км.

## Демография
| 1862 | 2007 | 2010 | 2017 |
| ---- | ---- | ---- | ---- |
| 30   | ↘28  | ↗30  | ↗42  |

## Улицы
Садовая.